# بيوري لي سيك
بيوري لي سيك (بالفرنسية: Buire-le-Sec)‏ هي بلدية تقع في إقليم باد كاليه من منطقة نور با دو كاليه في شمال فرنسا. تبلغ مساحة هذه المدينة 13.36 (كم²)، وترتفع عن سطح البحر 80 م، يبلغ عدد سكانها 793 نسمة حسب إحصاء المعهد الوطني للإحصاء والدراسات الاقتصادية سنة 2009 م. وترأس Bernard Gillares البلدية خلال فترة (2008-2014).